# Ballota nigra subsp. foetida
Ballota nigra subsp. foetida é uma subespécie de planta com flor pertencente à família Lamiaceae. 
A autoridade científica da subespécie é Hayek, tendo sido publicada em Repert. Spec. Nov. Regni Veg. Beih. 30: 278. 1929.

## Portugal
Trata-se de uma subespécie presente no território português, nomeadamente em Portugal Continental e no Arquipélago da Madeira.
Em termos de naturalidade é nativa das duas regiões atrás indicadas.

## Protecção
Não se encontra protegida por legislação portuguesa ou da Comunidade Europeia.